# Lijst van Campbeltown single malts

Lowland
Highland
Speyside
Island
Campbeltown
Islay

Deze lijst bevat single malt whisky's die worden geproduceerd in Campbeltown (Schotland).
| Naam                     | Leeftijd (jaren) | Percentage alcohol | Distilleerderij | Eigenaar                        |
| ------------------------ | ---------------- | ------------------ | --------------- | ------------------------------- |
| Glen Scotia              | 12               | 46%                | Glen Scotia     | Loch Lomond Distillery Co. Ltd. |
| Kilkerran                | 12               | 46%                | Glengyle        | Mitchell's Glengyle Ltd.        |
| Hazelburn Single Malt CV | -                | 46%                | Springbank      | J. & A. Mitchell Co. Ltd.       |
| Longrow 10               | 10               | 46%                | Springbank      | J. & A. Mitchell Co. Ltd.       |
| Springbank 10            | 10               | 46%                | Springbank      | J. & A. Mitchell Co. Ltd.       |